# جاناتان پیترویپا
جاناتان پیترویپا (انگلیسی: Jonathan Pitroipa؛ زادهٔ ۱۲ آوریل ۱۹۸۶) یک بازیکن فوتبال اهل بورکینافاسو است.
از باشگاه‌هایی که در آن بازی کرده‌است می‌توان به هامبورگ، باشگاه فوتبال فرایبورگ و رن اشاره کرد.
وی همچنین در تیم ملی فوتبال بورکینافاسو بازی کرده است.